# Replay (EP)
Replay (en coreano: 누난 너무 예뻐 Chica mayor es tan bonita) es el primer EP da la boy band de Corea del Sur, SHINee, lanzado el 22 de mayo de 2008 de su compañía discográfica, SM Entertainment. El EP debutó en la posición #10 en las listas de música de Corea y alcanzó el puesto #8, vendiendo 17.957 copias en la primera mitad de 2008. La canción "Noona Neomu Yeppeo (Replay)" fue utilizada como sencillo promocional. La danza de la PV de Replay fue coreografiado por Rino Nakasone Razalan.

## Lista de canciones
| N.º | Título                                              | Letras                                | Música                                         | Duración |  |
| 1.  | «누난 너무 예뻐 (Replay)» (Noona, You're So Pretty) | Young H. Kim (Xperimental Production) | Jason Pennock, Tchaka Diallo, Jack Kugell      | 03:35    |  |
| 2.  | «In My Room»                                        | Young H. Kim (Xperimental Production) | Kater D, Kim Tae Sung (Xperimental Production) | 04:47    |  |
| 3.  | «Real»                                              | Kim Jung Bae                          | Kenzie                                         | 03:33    |  |
| 4.  | «사.계.한 (Love Should Go On)» (Sa.Gye.Han)         | Lee Yun Jae                           | Lee Yun Jae                                    | 03:08    |  |
| 5.  | «누난 너무 예뻐 (Replay)» (Boom Track)              | Young H. Kim (Xperimental Production) | Jason Pennock, Tchaka Diallo, Jack Kugell      | 04:28    |  |